# Pleuridium papillosum
Pleuridium papillosum är en bladmossart som beskrevs av Robert Earle Magill 1981 [1982. Pleuridium papillosum ingår i släktet sylmossor, och familjen Ditrichaceae. Inga underarter finns listade i Catalogue of Life.